# NGC 6192
NGC 6192 (również OCL 988 lub ESO 277-SC3) – gromada otwarta znajdująca się w gwiazdozbiorze Skorpiona. Odkrył ją James Dunlop 13 maja 1826 roku. Jest położona w odległości ok. 5 tys. lat świetlnych od Słońca.